# Ахерн, Джон Фрэнсис
Джон Фрэ́нсис А́херн (англ. John Francis Ahearne; 19 ноября 1900, Уэксфорд, Соединённое королевство Великобритании и Ирландии — 11 апреля 1985, Тоддингтон, Глостершир, Великобритания) — хоккейный функционер, президент ИИХФ (1957—1960, 1963—1966, 1969—1975), президент Британской хоккейной ассоциации (англ. British Ice Hockey Association; 1971—1982), бизнесмен. Известен под прозвищем «Банни» (англ. «Bunny»).

## Карьера
Джон-Фрэнсис Ахерн в 16 лет добровольно поступил на военную службу и 7 лет был радиооператором на флоте. После службы он увлекся туризмом и вскоре стал процветающим бизнесменом.
С 1934 года и до начала Второй мировой войны Ахерн был менеджером сборной Великобритании, завоевавшей золотые медали на олимпийском турнире 1936 года. В последующие два года — 1937 и 1938 — сборная команда Великобритании становилась лучшей европейской командой на Чемпионатах мира, завоевав, таким образом, два титула чемпиона Европы.
В 1933 году Ахерн, уже хорошо знакомый с хоккеем, был избран Генеральным секретарем Британской хоккейной ассоциации (англ. British Ice Hockey Association). Эту должность он занимал почти 40 лет, до 1971 года. В 1971 году стал президентом Британской хоккейной ассоциации и возглавлял её до 1982 года.
Свою деятельность в Международной федерации хоккея с шайбой Джейм Фрэнсис Ахерн начал с должности Генерального секретаря, которую занимал в 1947—1951 годах, будучи членом Исполкома ИИХФ. В 1951 году он стал вице-президентом ИИХФ и занимал этот пост до 1969 года, чередуя её с должностью президента ИИХФ. Первый раз президентом ИИХФ Д. Ф. Ахерн стал в 1957 году, пробыв на этом посту до 1960 года. Затем ещё дважды, сохраняя трехлетний паритет между Европой и Северной Америкой, в председательстве ИИХФ, избирался президентом в 1963—1966 и 1969—1975. Председательствовал на 55 конгрессах ИИХФ. Категорически противился выступлению профессиональных хоккеистов на Чемпионатах мира, что привело к разрыву отношений с канадской федерацией. Авторитарным образом управлял Международной федерацией. Имея деловую хватку, сумел обеспечить рентабельности крупнейших соревнований ИИХФ с помощью телевидения. Ему принадлежит идея и заслуга в том, чтобы турниры на Олимпийских играх начали проходить отдельно чемпионатов мира с 1972 года.
С 1975 года — почетный президент ИИХФ.

## Память
- В 1977 году Ахерн был избран в Зал хоккейной славы в Торонто (Канада).
- В 1986 году стал членом Британского Зала хоккейной славы
- В 1997 году был введен в Зал славы ИИХФ.

В честь «Банни» Ахерна учрежден «Кубок Ахерна» (англ. Ahearne Cup) — хоккейный клубный турнир, разыгрывавшийся с 1952 по 1977 год. Второе рождение турнира произошло в 2001 году.